# 1886 au Nouveau-Brunswick
Chronologie du Nouveau-Brunswick
- 1882
- 1883
- 1884
- 1885
- 1886
- 1887
- 1888
- 1889
- 1890

Cette page concerne des événements d'actualité qui se sont produits durant l'année 1886 dans la province canadienne du Nouveau-Brunswick.

## Événements
- Fondation du Musée acadien à Memramcook.
- 26 avril : 26e élection générale néo-brunswickoise.

## Naissances
- Frédéric Landry, préfet
- 9 février : Clarence Veniot, député et sénateur

## Décès
- 12 septembre : John McMillan, député.